# مركز الدراسات حول الفيدرالية

مركز الدراسات حول الفيدرالية

تأسس مركز الدراسات حول الفيدرالية في شهر نوفمبر عام 2000 وهو يعنى بالدراسات والأبحاث حول الفيدرالية كظاهرة نظرية وعملية متصلة بمجال النظريات السياسية والأنظمة المؤسساتية للدولة العصرية. انطلاقا من هذه المعايير، يعنى مركز الدراسات بالأبعاد الوطنية الداخلية والإقليمية الشاملة والعالمية للفيدرالية، وخصوصا بظاهرة التكامل الإقليمي الجاري في عصر العولمة مع تركيز الأبحاث على عملية الاندماج الأوروبي وتطلعاتها المستقبلية. النهج المتبع في البحث متعدد التخصصات ويستعين بذوي الكفاءات القانونية والاقتصادية السياسية والتاريخية المترابطة فيما بينها.

## المقر والتنظيم
المقر الحالي للمركز في مدينة تورينو بكلية كارلو ألبرتو مونكاليري وهي عبارة عن مؤسسة للأبحاث شهدت النور نتيجة التعاون بين مؤسسة سان باولو وجامعتي تورينو وبافيا وجامعة ميلانو العامة.
يعمل معهد البحوث في إقليم بييمونته – كما ينص نظامه الداخلي – على تشجيع وتنسيق الأبحاث العلمية في مجال الدراسات حول الفيدرالية كما يتعاون مع الجامعات المشاركة في مؤسسة الأبحاث ومع جامعات ومراكز أبحاث أخرى من إيطالية وأجنبية، ومع هيئات خاصة وعامة معنية بتوسيع دائرة المعرفة والتطبيق فيما يخص الفيدرالية.
يشرف على المركز مجلس إدارة يقرر نشاطاته العلمية وكيفية استعمال الموجودات المالية، ويدعمه في مهامه المذكورة مجلس ولجنة مدققي حسابات ولجنة علمية تضم شخصيات عالمية في مجال الدراسات حول الفيدرالية. تستكمل الهيكلية الإدارية والعلمية بطاقم تنظيمي وفريق باحثين من عدة جامعات إضافة إلى أخصائيين في القانون والاقتصاد والعلوم التاريخية والسياسية والاجتماعية. علاوة على ذلك للمركز مكتبة بها 12000 كتاب و 70 مجلة جارية التدوال إضافة إلى 500 مجلة تاريخية وبعض مصادر الأرشيف: أرشيف المجلس الإيطالي للحركة الأوروبية وسجل مؤسسة ألتييرو سبينيللي المتوافر على شبكة الإنترنت بينما توجد محفوظاته لدى الأرشيف التاريخي للإتحاد الأوروبي في فلورنسا.

## النشاطات البحثية
الأهداف الرئيسية للمركز معرفة أعمق لأوجه الفيدرالية المتعددة وتحفيز المناقشة العامة من خلال نشر دراسات وأبحاث عن المواضيع المتعلقة بالفيدرالية وتشجيع الباحثين والمثقفين للإسهام بأفكارهم حول المسائل الأوروبية والعالمية. الوثائق الناتجة عن النشاطات البحثية (أوراق الأبحاث) موجهة إلى العالم الأكاديمي وتعالج في الوقت نفسه أوجه متعددة أخرى ومواضيع الساعة التي تهم الدبلوماسيين وعالم السياسة ومجالات مهنية عدة.
كما تشمل الأبحاث أيضا عدة مشاريع نشر تتناول مواضيع محددة وترصد بعض الظواهر العالمية المتصلة بالعملية الفيدرالية والتكامل الإقليمي والديمقراطية الدولية، ومن هذه المنشورات:
- Perspectives on Federalism (تطلعات الفيدرالية): مجلة على الخط هدفها إطلاق منتدى مفتوح للنقاش حول الفيدرالية على مختلف المستويات الحكومية: الداخلية والوطنية وما بين الدول والإقليمية والعالمية.[3]
- Bibliographical Bulletin on Federalism (نشرة مرجعية حول الفيدرالية): نشرة على الخط تصدر ثلاث مرات في السنة، تتضمن مراجع مقالات حول الفيدرالية نُشرت في 700 مجلة علمية باللغات الإيطالية والإنكليزية والفرنسية والألمانية والإسبانية.[4]
- International Democracy Watch (مراقبة تطبيق الديمقراطية في العالم): بوابة على الإنترنت لتجميع ومقارنة وتحليل مجموعة بيانات للتحقق من مستوى انتشار الديمقراطية وتطورها في المؤسسات الدولية عبر عملية رصد تسجل التطورات بصورة منتظمة.
- Operations within the framework of the Common Security and Defence Policy (الإطار العملي للسياسة الأوروبية للأمن والدفاع): أبحاث تهدف إلى الحصول على معلومات مفيدة للتحليل المقارن للعمليات العسكرية والمدنية وعمليات الشرطة التي يقوم بها الاتحاد الأوروبي في إطار السياسة الأوروبية للأمن والدفاع منذ عام 2003.[5]
- The Fiscal Federalism Watch (مرصد الفيدرالية الضريبية): مخصص لبحث تطورات عملية إعادة هيكلة النظام المالي العام في إيطاليا ونتائج الإصلاحات الدستورية المتعلقة بالفيدرالية الضريبية.[6]

## النشاطات الثقافية
ينظم المركز لقاءات وحلقات دراسية بالتعاون مع مؤسسات ومعاهد بحوث (أنظر الرابط) مخصصة لتعميق مواضيع محددة أو تقديم الكتب التي قام بنشر بعضها مركز الدراسات (أنظر الرابط ). حدث ذو أهمية بالغة يُعرف بـ «محاضرة ألتيرو سبينيللي» يتكرر مرة واحدة سنويا حيث تقوم شخصية دولية بارزة بإلقاء درس أكاديمي حافل حول موضوع يتصل بأوروبا والفدرالية. وقد تم إطلاق اسم ألتييرو سبينيللي  على المحاضرة، تذكاراً لأحد آباء فكرة الفيدرالية الأوروبية، وهي تشكل موعدا منتظما لتعميق المواضيع المتعلقة بالفيدرالية وعملية التكامل الأوروبي.
من جملة النشاطات التي يدعمها المركز في مجال التأهيل يجدر التذكير بالدورة الجامعية التخصصية حول «القانون والأعمال» التي تنظم بالتعاون مع المعهد الجامعي للدراسات الأوروبية في تورينو والمختص في الدراسات القانونية والاقتصادية المتعلقة بالسوق الداخلي للاتحاد الأوروبي.

## اقرأ أيضا
- فيدرالية
- الاتحاد الأوروبي
- منظمة دولية
- معاهدة لشبونة

## وصلات خارجية
- Website
- Compagnia di San Paolo
- Collegio Carlo Alberto
- University of Turin
- University of Pavia
- University of Milan
- European Federalism Movement
- Union of European Federalists نسخة محفوظة 12 أبريل 2010 على موقع واي باك مشين.